# Elle l'adore
Pour plus de détails, voir Fiche technique et Distribution.
Elle l'adore est une comédie dramatique française écrite et réalisée par Jeanne Herry, sortie en 2014.

## Synopsis
Vincent Lacroix est un chanteur à succès, de ceux qui ont tout pour eux, gloire, amour, argent. Depuis vingt ans, Muriel, esthéticienne farfelue et quelque peu mythomane, n'a d'yeux que pour lui. Elle n'a manqué aucun de ses concerts, surveille toutes ses apparitions et achète tout ce qu'il produit. Un soir, la vie de Vincent dérape. Au cours d'une dispute, il tue sa compagne. Il essaie ensuite de se servir de Muriel pour se tirer d'affaire.

## Fiche technique
- Titre original : Elle l'adore
- Réalisation : Jeanne Herry
- Scénario : Jeanne Herry
- Décors : Johann George
- Costumes : Emmanuelle Youchnovski
- Montage : Francis Vesin
- Musique : Pascal Sangla
- Photographie : Axel Cosnefroy
- Production : Alain Attal et Hugo Sélignac
- Sociétés de production : Les Productions du trésor, Chi-Fou-Mi Productions, Studiocanal, TF1 Films Productions et Egérie Productions, en association avec les SOFICA Cofinova 10 et Indéfilms 2
- Société de distribution : Studiocanal
- Pays de production :  France
- Langue : français
- Format : couleur — 35 mm — 1,85:1 —  son Dolby numérique
- Genre : comédie dramatique, thriller
- Durée : 104 minutes
- Date de sortie :
  - France : 24 septembre 2014[1]

## Distribution
- Sandrine Kiberlain : Muriel Bayen
- Laurent Lafitte : Vincent Lacroix
- Pascal Demolon : Antoine
- Olivia Côte : Coline

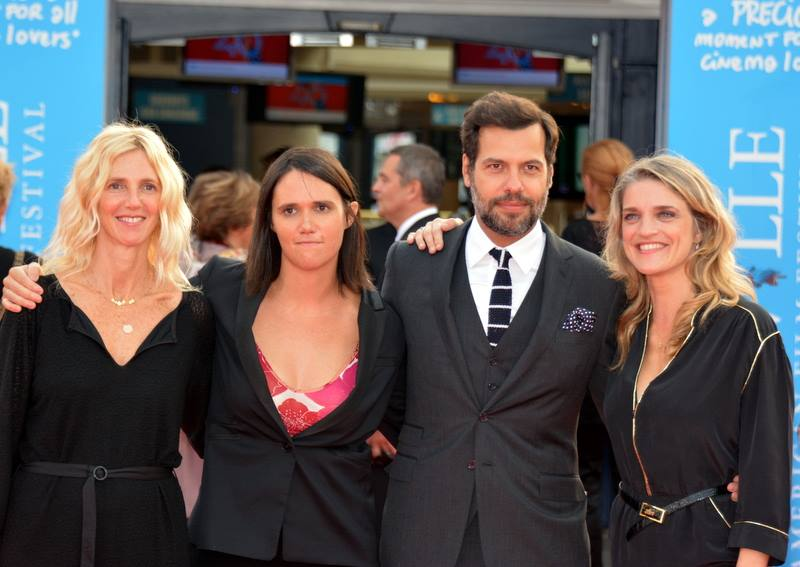
L'équipe du film au Festival de Deauville 2014, de gauche à droite : Sandrine Kiberlain, Jeanne Herry, Laurent Lafitte et Olivia Côte.

- Nicolas Bridet : Nicolas, collègue de Coline et amant d'une nuit
- Sébastien Knafo : Sébastien
- Muriel Mayette-Holtz : Arlette, bonne de Vincent
- Benjamin Lavernhe : Guillaume
- Hélène Alexandridis : Dabert
- Michèle Moretti : Nicole, mère de Muriel
- Lou Lesage : Julie
- Florence Viala : Louise
- Michel Drucker : le présentateur (lui-même)
- Émilie Gavois-Kahn : une joueuse de poker
- Nicolas Berger-Vachon : le joueur de poker
- Jacqueline Danno : Denise
- Jolan Maffi : Thomas
- Aude Léger : la collègue
- Sharif Andoura : Étienne Côte, avocat de Muriel
- Sarah-Megan Allouch-Mainier : Marie
- Blanche Duhem : Suzanne
- Sophie Gourdin : Isabelle
- Jacques Verzier : le patron
- François Comar : un joueur de poker
- Lawa Fauquet : Madame Barbi
- Leslie Coudray : la caissière
- Nicolas Vallée : Jacques Hauserman
- Eléonore Bernheim : une joueuse de poker
- Sophie Rodrigues : Cécile
- Delphine Léonard : Delphine
- Audrey Langle : Fan Zénith
- Judith Siboni : la passante
- Benjamin Fleurot : un client au bar

## Tournage

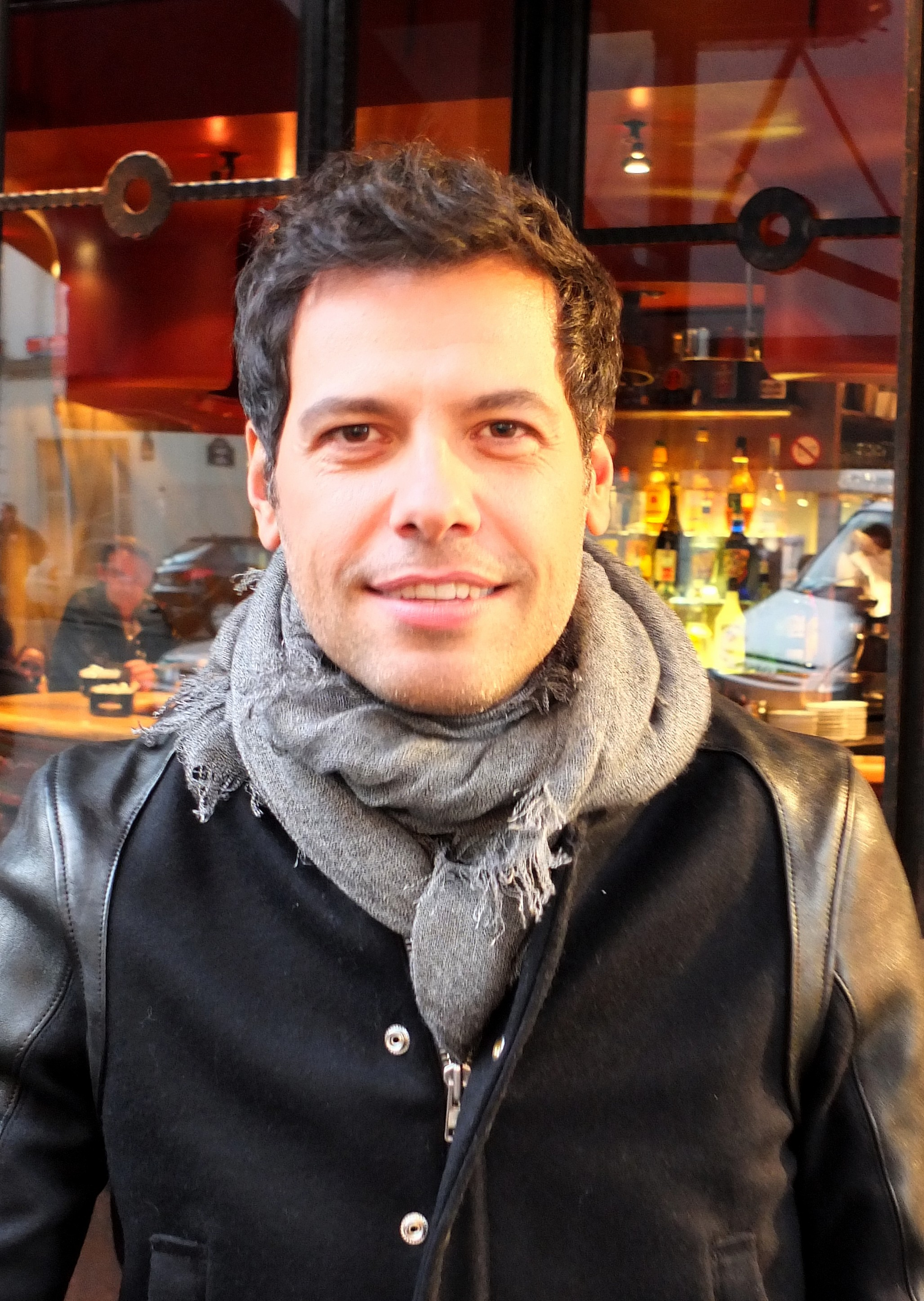
L'acteur principal Laurent Lafitte lors du tournage du film.

Le tournage de ce drame  policier s'est déroulé d'octobre à décembre 2013 dans la région parisienne et à la frontière franco-suisse.

## Autour du film
Il s'agit du premier long métrage en tant que réalisatrice de Jeanne Herry, fille de l'actrice Miou-Miou et du chanteur Julien Clerc.

## Distinctions

### Récompenses
- Festival du film francophone d'Angoulême 2014 : Valois de la meilleure actrice pour Sandrine Kiberlain
- Festival du cinéma américain de Deauville 2014 : Prix Michel-d'Ornano

### Nominations
- Césars 2015 : 
  - Meilleur premier film
  - Meilleure actrice pour Sandrine Kiberlain